# 細谷駅 (群馬県)

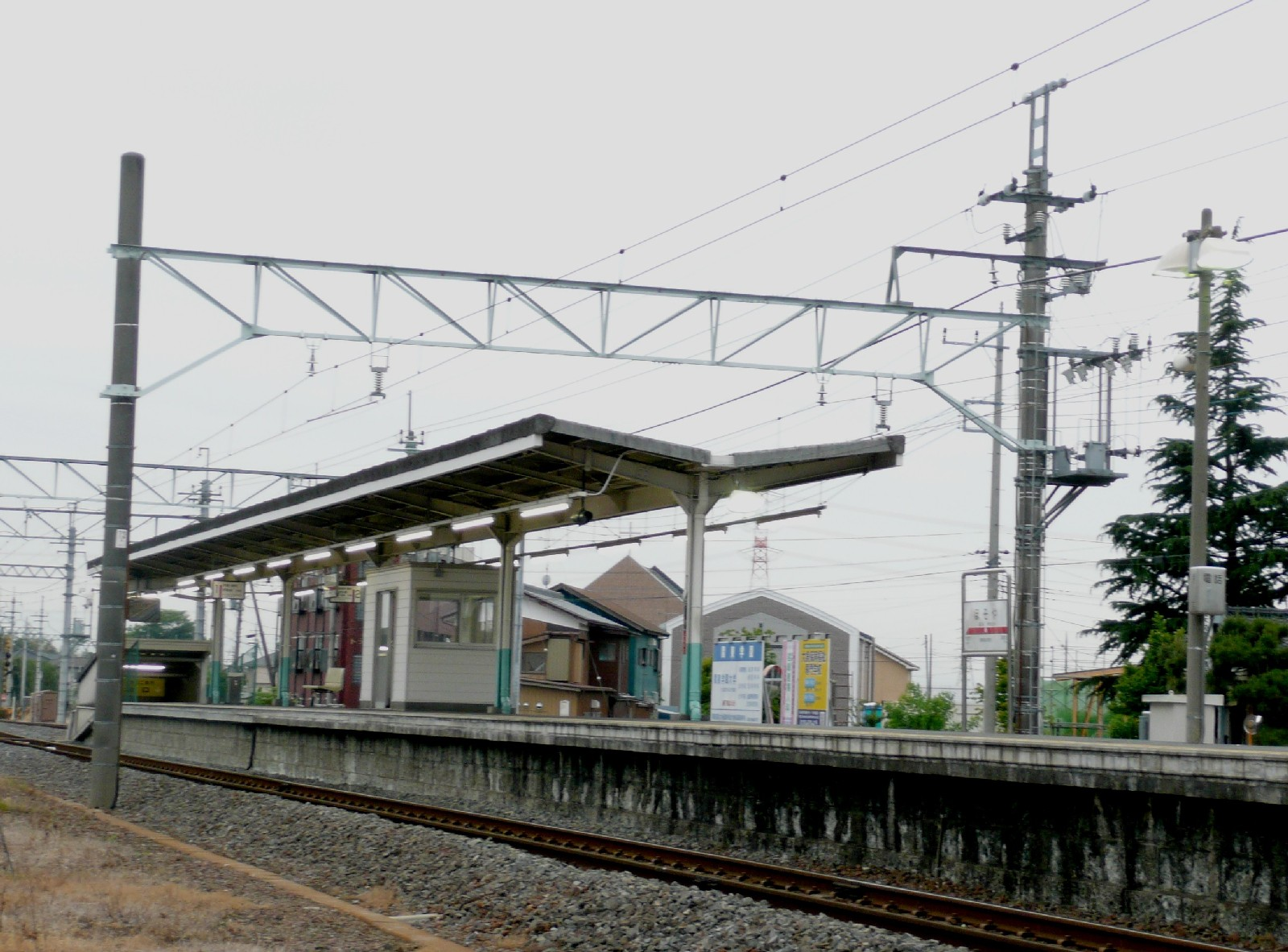
ホーム（2009年5月）

細谷駅（ほそやえき）は、群馬県太田市細谷町にある東武鉄道伊勢崎線の駅である。駅番号はTI 19。

## 年表
- 1927年（昭和2年）10月1日 - 東武伊勢崎線の館林駅 - 伊勢崎駅間電化と同時に開業[3][4]。。
- 2006年（平成18年）3月18日 - 太田 - 伊勢崎間のワンマン運転開始[5]。これにより太田駅以南から乗り入れる一般列車は廃止された[要出典]。
- 2013年（平成25年）3月16日 - ダイヤ改正により一般列車の太田駅以南への乗り入れが再度設定され館林駅までの運用となった。

## 駅構造
島式ホーム1面2線を有する地上駅である。有人駅。木造駅舎を有する。駅舎は線路の南側にあり、ホームとの間は地下道により連絡している。

### のりば
| 番線 | 路線     | 方向 | 行先                                                                                 |
| ---- | -------- | ---- | ------------------------------------------------------------------------------------ |
| 1    | 伊勢崎線 | 下り | 伊勢崎方面                                                                           |
| 2    | 伊勢崎線 | 上り | 太田・足利市・館林・ 東武スカイツリーライン 北千住・とうきょうスカイツリー・浅草方面 |

## 利用状況
2024年度の1日平均乗降人員は2,438人である。
近年の1日平均乗降人員の推移は下表の通り。
| 年度               | 1日平均 乗降人員 | 出典        |
| ------------------ | ---------------- | ----------- |
| 2000年（平成12年） | 2,918            |             |
| 2001年（平成13年） | 2,636            | [ 東武 3 ]  |
| 2002年（平成14年） | 2,428            | [ 東武 4 ]  |
| 2003年（平成15年） | 2,465            | [ 広告 1 ]  |
| 2004年（平成16年） | 2,452            | [ 広告 2 ]  |
| 2005年（平成17年） | 2,475            | [ 広告 3 ]  |
| 2006年（平成18年） | 2,408            | [ 広告 4 ]  |
| 2007年（平成19年） | 2,330            | [ 広告 5 ]  |
| 2008年（平成20年） | 2,299            | [ 広告 6 ]  |
| 2009年（平成21年） | 2,215            | [ 広告 7 ]  |
| 2010年（平成22年） | 2,278            | [ 広告 8 ]  |
| 2011年（平成23年） | 2,211            | [ 広告 9 ]  |
| 2012年（平成24年） | 2,331            | [ 広告 10 ] |
| 2013年（平成25年） | 2,484            | [ 広告 11 ] |
| 2014年（平成26年） | 2,536            | [ 広告 12 ] |
| 2015年（平成27年） | 2,634            | [ 広告 13 ] |
| 2016年（平成28年） | 2,613            | [ 広告 14 ] |
| 2017年（平成29年） | 2,659            | [ 広告 15 ] |
| 2018年（平成30年） | 2,733            | [ 広告 16 ] |
| 2019年（令和元年） | 2,710            | [ 広告 17 ] |
| 2020年（令和02年） | 2,114            | [ 東武 5 ]  |
| 2021年（令和03年） | 2,345            | [ 東武 6 ]  |
| 2022年（令和04年） | 2,426            | [ 東武 7 ]  |
| 2023年（令和05年） | 2,383            | [ 東武 8 ]  |
| 2024年（令和06年） | 2,438            | [ 東武 1 ]  |

## 駅周辺

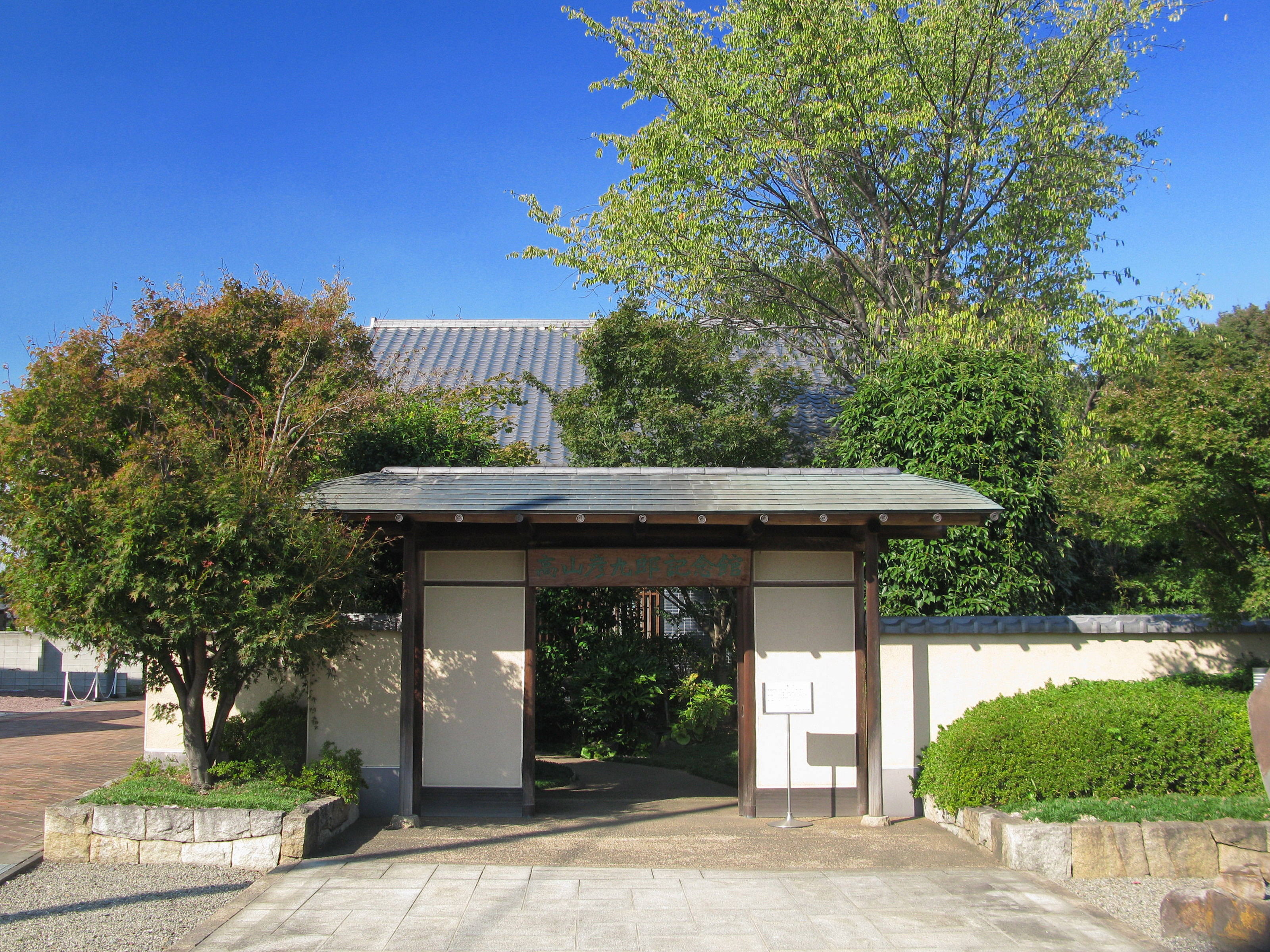
太田市立高山彦九郎記念館

- 関東学園大学
- 太田市立太田中学校・高等学校
- 群馬県立太田高等特別支援学校
- 関東農政局群馬農政事務所地域第二課
- 太田市役所沢野行政センター
- 太田市役所宝泉行政センター
- 宝泉郵便局
- 冠稲荷神社
- 高山彦九郎宅跡附遺髪塚
- 太田市立高山彦九郎記念館
- 業務スーパー 岩瀬川店

## 隣の駅
東武鉄道
 伊勢崎線
太田駅 (TI 18) - 細谷駅 (TI 19) - 木崎駅 (TI 20)